# Titia Hoogendoorn
Titia Ann Hoogendoorn (Bennekom) is een Nederlands feministisch actrice, illustratrice, Instagrammer, podcastmaker en schrijfster.

## Levensloop
Hoogendoorn speelde op haar vijftiende de rol van de suïcidale Eva in de 5-delige NPS-dramaserie Fok jou! (2006), geregisseerd door Hanro Smitsman.
Ze is afgestudeerd aan de Rietveld Academie. Na een paar jaar toneel gespeeld te hebben in Rotterdam begon ze in de jeugd-televisieserie SpangaS van de KRO-NCRV. Ondertussen speelde ze gastrollen in televisieseries als De co-assistent en Flikken Maastricht, schreef ze voor Spunk en maakte ze haar eigen toneelstuk Rock your body met SpangaS-collega Roos Smit. In 2013 speelde ze in het toneelstuk Mogadishu van de Utrechtse Spelen.
In 2010 speelde ze de rol van 'Ester zonder h' in de verfilming van Arnon Grunbergs roman Tirza.
Van 2018 tot en met 2022 was ze te zien als de assistent-manager Gerda in de webserie Vakkenvullers van de AVROTROS.
Ze verkoopt haar komische tekeningen en verhalen via internet en illustreerde artikelen van onder andere Vice Media en Vice-initiatief Broadly. Ze schreef ook voor Vice.
Hoogendoorn raakte geïnteresseerd in politiek door de Amerikaanse politica Alexandria Ocasio-Cortez. Van augustus 2020 tot maart 2021 maakte en presenteerde Hoogendoorn de podcast Polititia, samen met co-host en producer Daniël van de Poppe, docent rechtssociologie aan de Universiteit van Amsterdam. De podcast, geproduceerd door de VPRO, gaat over politiek en is gericht op die, net als Hoogendoorn aan het begin van de serie, nog heel weinig van de Nederlandse politiek weten. Ze schreef hier samen met democratie-expert Nienke Schuitemaker ook een boek over, Waarom je niet zomaar moet stemmen waar je ouders op stemmen - Voor iedereen die meer over politiek wil weten, uitgekomen op 27 november 2020. Pjotr van Lenteren noemde het boek in de Volkskrant een "licht sarcastisch" jeugdboekje die de lezer "in één avond uit" heeft, vol met "geestige weetjes, smeuïge Haagse affaires en tips voor hoe je slim kunt overkomen in gesprekken over politiek". Het boekje had in februari 2021 de derde druk.
Ze schreef ook een boek over haar eigen rijangst, met tips om van die angst af te komen: Hoe ik van mijn rijangst afkwam, uitgebracht in 2022. In 2019 werd ze genomineerd als beste instagrammer bij The Best Social Awards. Sinds begin 2024 maakt ze de podcast We zouden het toch zó doen?, samen met Bianca Schrijver, geproduceerd door 'Meer van dit', het podcastbedrijf van Guusje de Vries, Teun van de Keuken en Gijs Groenteman.

## Filmografie

### Film
- 2009 - SpangaS op Survival (2009) als Fay Picaroon (hoofdrol)
- 2010 - Tirza (2010) als Ester zonder h
- 2021 - The Way to Paradise (2021) als Floor, de vriendin van Said[12]

### Televisie
- 2006 - Fok jou! als Eva, NPS, geregisseerd door Hanro Smitsman
- 2007 - Flikken Maastricht als Ilse Kootwijk (gastrol in de aflevering Alcohol maakt meer kapot...'.)
- 2007-2010 - SpangaS als Fay Picaroon (hoofdrol)
- 2007 - De co-assistent (2007), als patiënt
- 2014 - Suspicious Minds (2014) als Mia
- 2018-2022 - Vakkenvullers (2018-2022) als Gerda
- 2021 - Follow de SOA (2021) als Doris

## Theater
- 2013 - Vakkenvullers, Utrechtse Spelen, regie Mattias Mooij
- 2007 - Rock your body, eigen productie, regie Titia Hoogendoorn en Roos Smit
- 2007 - Antigone, Jeugdtheater Hofplein, regie Louis Lemaire
- 2007 - De zwavelstokken, Jeugdtheater Hofplein, regie Marlou Stolk

## Boeken
- 2020 - Waarom je niet zomaar moet stemmen waar je ouders op stemmen - Voor iedereen die meer over politiek wil weten, Blossom Books, ISBN 9789463491747, samen met Nienke Schuitemaker
- 2022 - Hoe ik van mijn rijangst afkwam, Blossom Books, ISBN 9789463493659, met illustraties door Hoogendoorn